# 加藤ジャンプ
加藤 ジャンプ（かとう ジャンプ、1971年5月21日-） は日本の著作家、イラストレーター、コの字酒場探求家。ポテトサラダ探求家。ノンフィクション作家の白石新（しらいししん）としても活動している。白石新と同一表記（読みは異なる）のライトノベル作家は別人。

## 人物
- 東京都世田谷区出身。横浜と東南アジア育ち[6]。一橋大学法学部卒業。一橋大学大学院修士課程修了[7]。
- 1997年新潮社入社。その後フリーランスのライターとして活動。
- テレビ東京系「二軒目どうする?〜ツマミのハナシ〜」に準レギュラー出演。
- 著作に『コの字酒場はワンダーランド ー呑めば極楽 語れば天国』『コの字酒場案内』（ともに六耀社）、漫画『今夜はコの字で』（原作担当、土山しげる作画、集英社インターナショナル 、集英社）、『小辞譚』（オムニバスのうち1作品、猿江商會）など。

## 雑誌
- 『週刊新潮』(新潮社)
- 『考える人』(新潮社)
- 『フォーサイト』(新潮社)
- 『波』(新潮社)
- 『文藝春秋』(文藝春秋)
- 『dancyu』(プレジデント社)
- 『望星』(東海教育研究所)
- 『サンデー毎日』(毎日新聞出版)
- 『女性自身』(光文社)
- 『週刊現代』(講談社)
- 『Rikejo』「リケジョクッキング」＊連載(講談社)
- 『KING』(講談社)
- 『モーニング』(講談社)
- 『MEN'S NON-NO』(集英社)
- 『週刊プレイボーイ』(集英社)
- 『グランドジャンプ』(集英社)
- 『STUDIO VOICE』(INFAS)
- 『Free&Easy』(イーストライツ)
- 『Haily Mary Magazine』「終着駅でギムレットを」＊連載(ヘイルメリーカンパニー)
- 『ALBA』(グローバルゴルフメディアグループ)
- 『週刊パーゴルフ』(グローバルゴルフメディアグループ)
- 『サントリークォータリー』(サントリー)
- 『アスラ』(毎日コミュニケーションズ)
- 『DRESS』(幻冬舎)
- 『たまら・び』(けやき出版)
- 『現代ビジネス』「ロビンソン酒場を往く」＊連載(講談社)
- 『TO magazine』「副業メシ」(東京ピストル)

## 新聞
- 『日本経済新聞』文化欄
- 『毎日新聞』昨日読んだ文庫
- 『読売新聞』編集者発
- 『東京新聞』TOKYO発
- 『スポーツ報知』酒の魚

## テレビ
- 『中川翔子のマニア★まにある』（BS日テレ）
- 『〜突撃!はじめましてバラエティ〜イチゲンさん』（テレビ東京）
- 『ワケあり!レッドゾーン』（読売テレビ）
- 『二軒目どうする?〜ツマミのハナシ〜』（テレビ東京）※準レギュラー
- 『Japanology Plus』[8]（NHK BS1）
- 『メレンゲの気持ち』（日本テレビ）

## ラジオ
- 『GOLD RUSH』[9]（J-WAVE）
- 『午後のまりやーじゅ』（NHKラジオ第1放送）
- 『くにまるジャパン』（文化放送）
- 『有馬隼人とらじおと山瀬まみと』[10]（TBSラジオ）
- 『ごごラジ!』[11]（NHKラジオ第1放送）